# Chambre des larmes
 (avril 2021).
Si vous disposez d'ouvrages ou d'articles de référence ou si vous connaissez des sites web de qualité traitant du thème abordé ici, merci de compléter l'article en donnant les références utiles à sa vérifiabilité et en les liant à la section « Notes et références ».
La chambre des larmes (en italien : Stanza delle lacrime, en latin : Camera Lacrimatoria) est une petite chapelle, de 9 m2,  attenante à la chapelle Sixtine dans laquelle le pape nouvellement élu se vêt des habits propres à sa nouvelle charge et se recueille avant d'apparaître au balcon de la place Saint-Pierre.
L'origine du nom de cette chapelle est due aux larmes que versent de nombreux papes, lorsqu'ils apprennent la lourde tâche qui les attend désormais.